# Rover

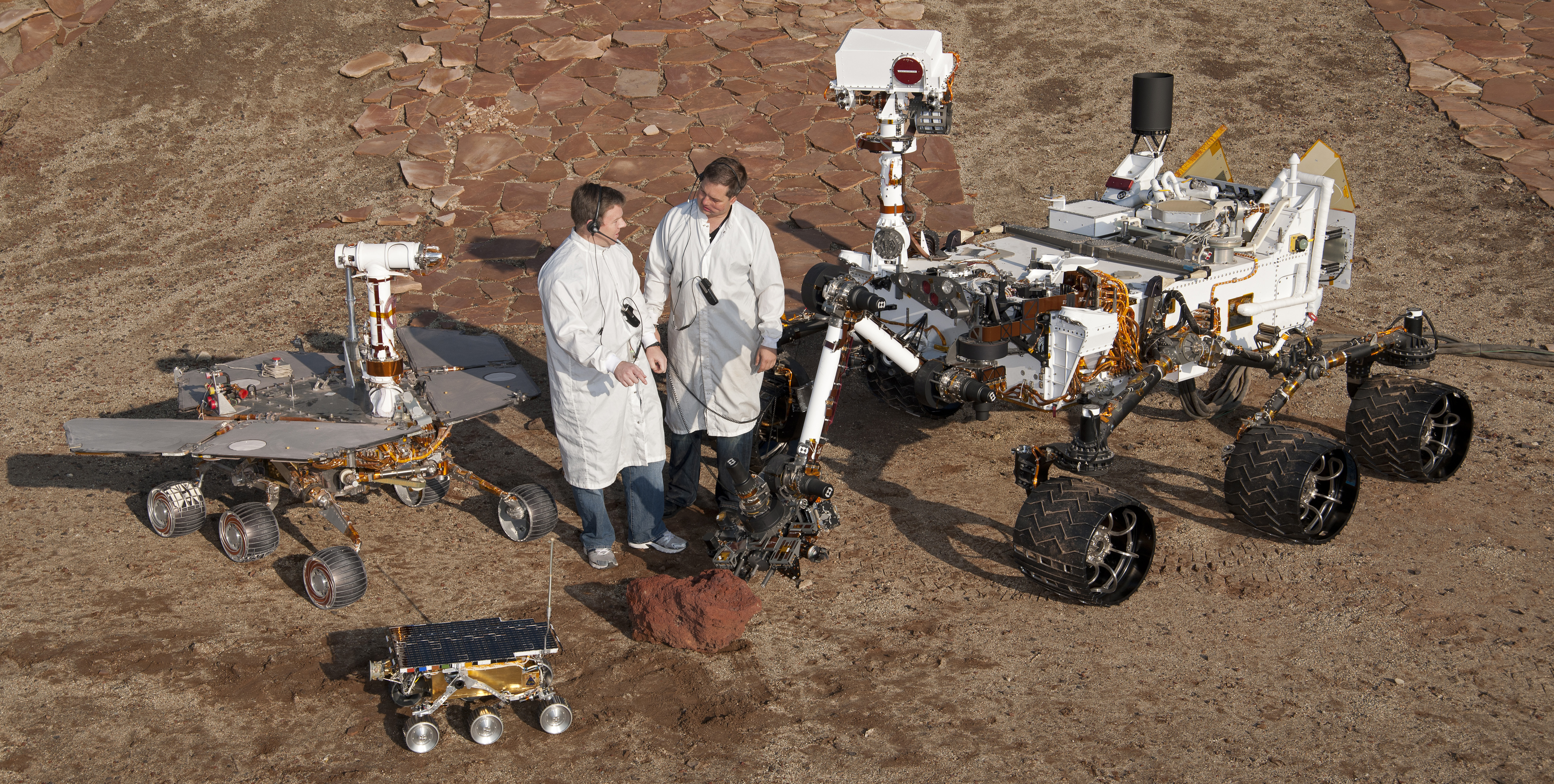
Trei modele de rovere: Sojourner, MER și Curiosity.

Rover este un cuvânt englez, prin care este desemnat un vehicul care se deplasează pe suprafața unor planete, altele decât Pământul, sau a unor asteroizi. În limba de origine acest cuvânt înseamnă în primul rând „hoinar” sau „vagabond". În limba franceză și în alte limbi romanice acest gen de vehicule se numește astromobile. 
Până acum roverele au fost utilizate pe Lună, pe Marte și pe asteroizi. Ele pot reprezenta niște vehicule teleghidate sau (de exemplu, în cazul Lunar Roving Vehicle) niște vehicule conduse direct de către un astronaut. Printre sursele lor de alimentare se numără panourile solare (de exemplu, la roverele Spirit și Opportunity) și generatoarele termoelectrice radioizotopice (vehiculul Curiosity). Date fiind dificultățile explorării spațiale, cerințele față de fiabilitatea și autonomia roverelor sunt foarte înalte.  

## Vehicule lunare
Vehiculele lunare se mai numesc și lunamobile. Cinci țări au operat acest gen de vehicule: Uniunea Sovietică, Statele Unite, China, India și Japonia.
- Lunohod 1 (rus. Lunamobil) — a fost primul vehicul pe un corp celest; un lunamobil sovietic care a aselenizat pe 17 noiembrie 1970.

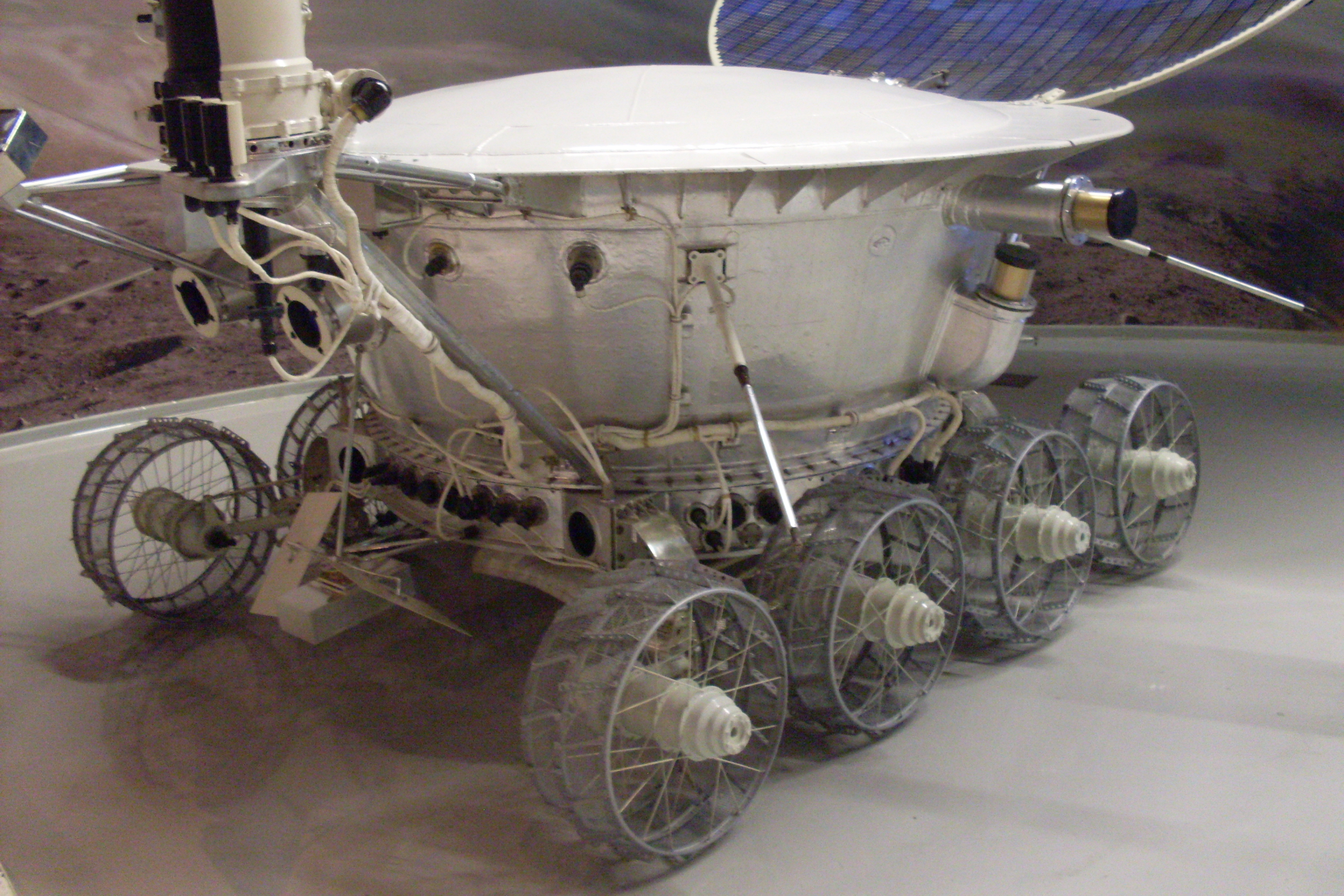
Lunohod 1

- Lunar Roving Vehicle — primul vehicul cu care omul a călătorit pe suprafața Lunii. Acest lunamobil a servit drept mijloc de transport astronauților americani din misiunile Apollo 15, Apollo 16 și Apollo 17 (anii 1971–72).

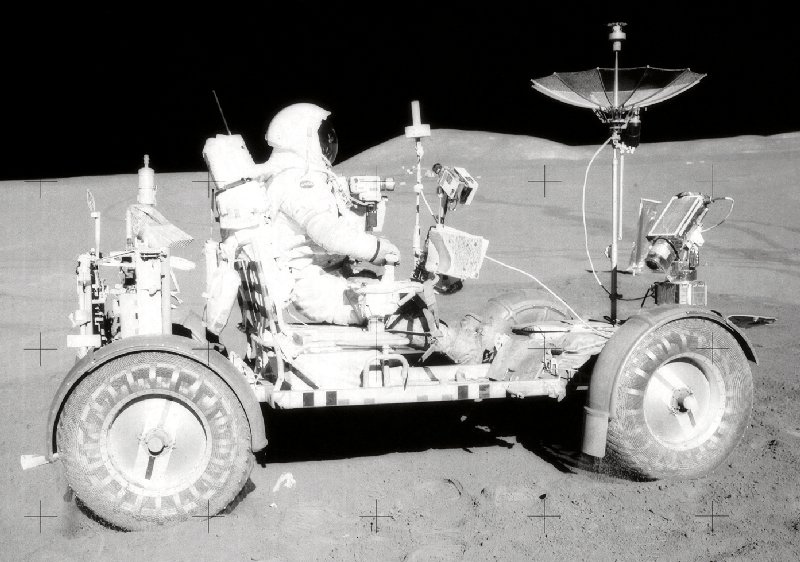
Lunar Roving Vehicle

- Lunohod 2 — cel de-al doilea lunamobil sovietic a parcurs cea mai mare distanță pe suprafața satelitului Pământului — 39 km (anul 1973).
- Yutu (chin. Iepurele de jad) — primul lunamobil chinez a aselenizat pe 14 decembrie 2013.
- Yutu 2 — cel de-al doilea lunamobil chinez a aselenizat pe 3 ianuarie 2019 și funcționează și în prezent (ianuarie 2023).[2] Acest vehicul este primul lunamobil care operează pe fața ascunsă a Lunii și cel cu cea mai lungă durată de funcționalitate completă.
- Pragyan (sanscrită Înțelepciune) — primul lunamobil indian a fost distrus când aparatul de aterizare Vikram s-a prăbușit pe suprafața Lunii în cursul unei aselenizări eșuate pe 6 septembrie 2019. Cel de-al doilea vehicul de acest model a ajuns pe suprafața Lunii pe 24 august 2023.[3]
- LEV-1 (Lunar Excursion Vehicle 1) și LEV-2 (SORA-Q) sunt două rovere mici care au ajuns pe Lună în cadrul misiunii japoneze SLIM în ianuarie 2024.[4]
- Iris — primul rover care a fost realizat conform conceptului CubeRover de către compania Astrobotic din Pittsburg. Acest lunamobil nu a ajuns pe Lună din cauza eșecului misiunii Peregrine în ianuarie 2024.[5][6][7][8]
- Hakuto-R (jap. Iepure lunar – Restructurare) — roverul companiei japoneze ispace, care a fost distrus în cursul unei aselenizări eșuate pe 25 aprilie 2023.[9]

## Vehicule marțiene

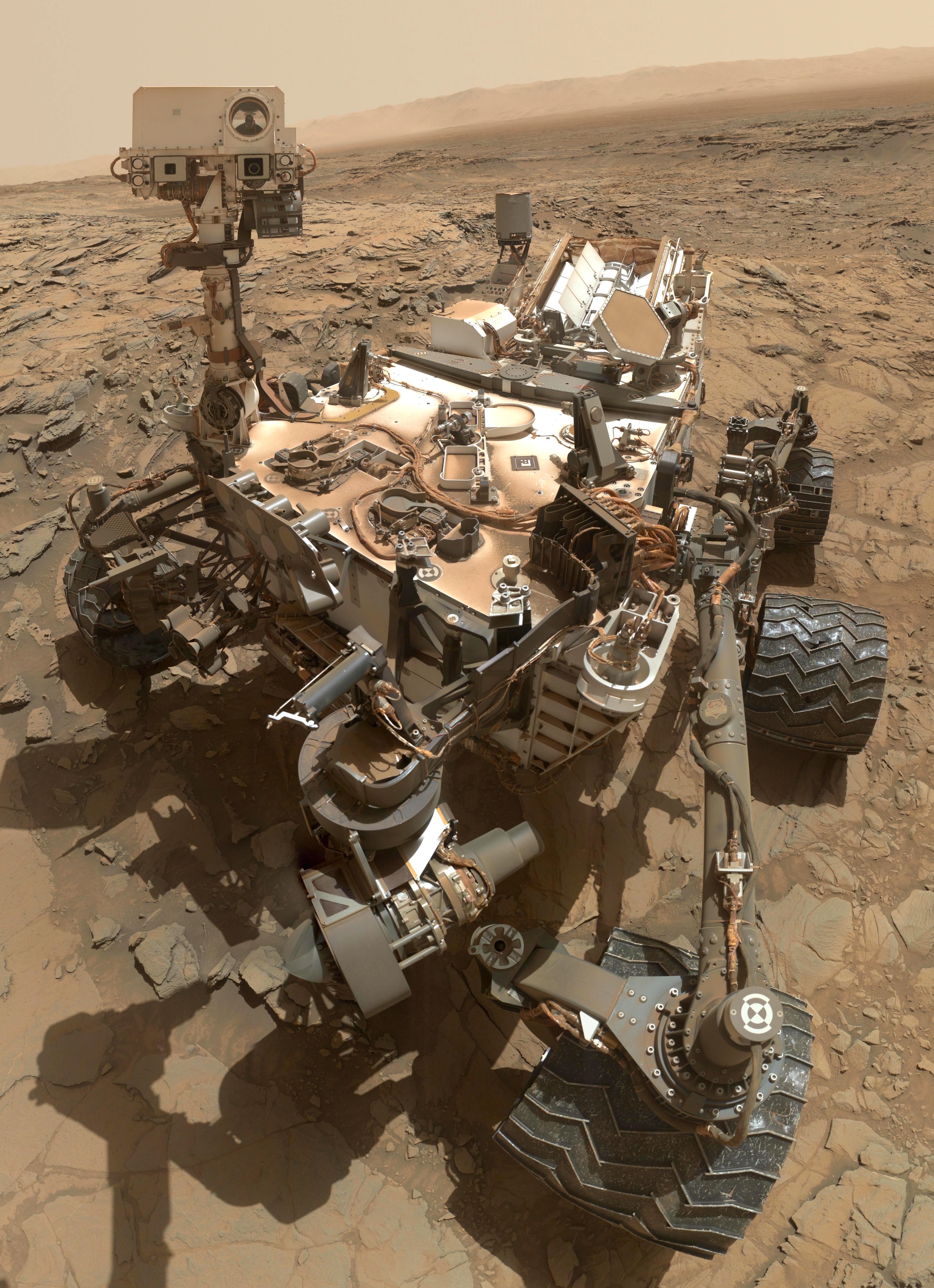
Autoportretul lui Curiosity pe 6 octombrie 2015 lângă Aeolis Mons

Deocamdată doar misiunile trimise pe Marte de către NASA și China s-au încununat cu succes, însă și alte națiuni au construit sau construiesc vehicule marțiene. 
- PrOP-M (rus. Pribor oțenki prohodimosti – Mars — Dispozitiv de estimare a circulabilității – Marte) — roverele identice ale sondelor spațiale sovietice Mars 2 și Mars 3. Aceste vehicule au fost dotate cu niște schiuri în loc de roți, întrucât nu se cunoștea nimic despre natura solului marțian.
  - Mars 2 — a fost distrus în cursul prăbușirii aparatului de aterizare pe 27 noiembrie 1971;
  - Mars 3 — legătura cu aparatul de aterizare a dispărut la 20 secunde de la amartizarea pe 2 decembrie 1971.
- Sojourner (engl. oaspete, vizitator) — acest rover american a fost primul care a funcționat cu succes (4 iulie 1997).
- Mars Exploration Rover — această misiune americană a implicat trimiterea pe Planeta Roșie a două rovere identice:
  - Spirit — a amartizat pe 4 ianuarie 2004;
  - Opportunity — a stabilit un record pentru vehiculele marțiene, operând 5498 de zile și rulând 45,16 km (25 ianuarie 2004).
- Curiosity — cel de-al patrulea rover american, echipat cu un generator radioizotopic, a amartizat pe 6 august 2012 și funcționează și în prezent (august 2022).[10][11]
- Perseverance — acest rover american a amartizat pe 18 februarie 2021.
- Zhurong (zeu al focului din mitologia chineză) — primul vehicul marțian chinez, trimis pe Marte în cadrul misiunii Tianwen 1 (chin. Întrebări pentru cer), amartizând pe 14 mai 2021.[12][13]
- Rosalind Franklin — urma să fie primul rover marțian dezvoltat de Agenția Spațială Europeană (în colaborare cu agenția spațială rusă Roskosmos). Lansarea către Marte a misiunii ExoMars era planificată pentru 2022.
- Idefix — un rover franco-german care urmează să fie lansat către satelitul lui Marte Phobos în cadrul misiunii japoneze Martian Moons Exploration în 2026.

## Vehicule pe asteroizi

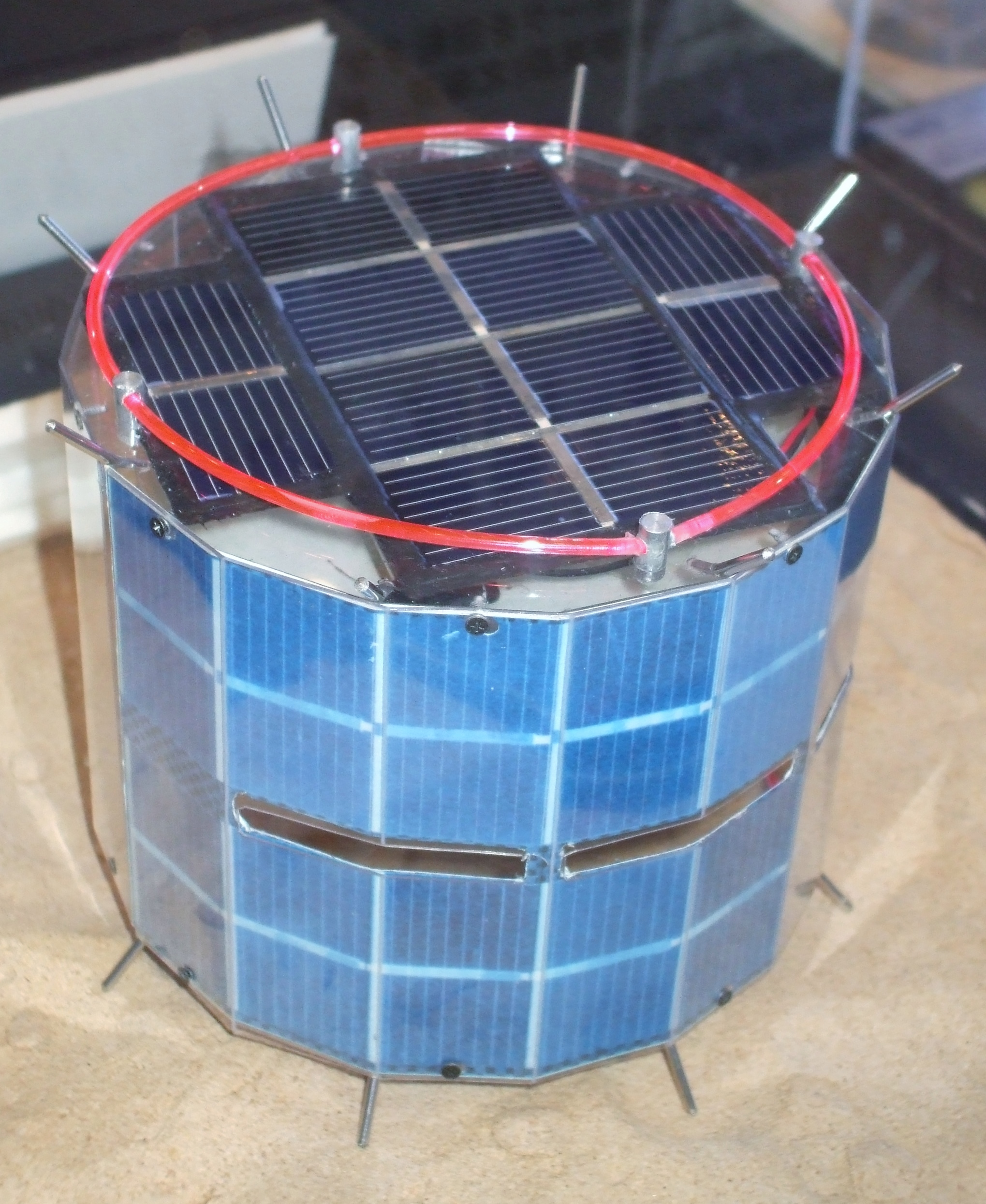
Model al MINERVEI

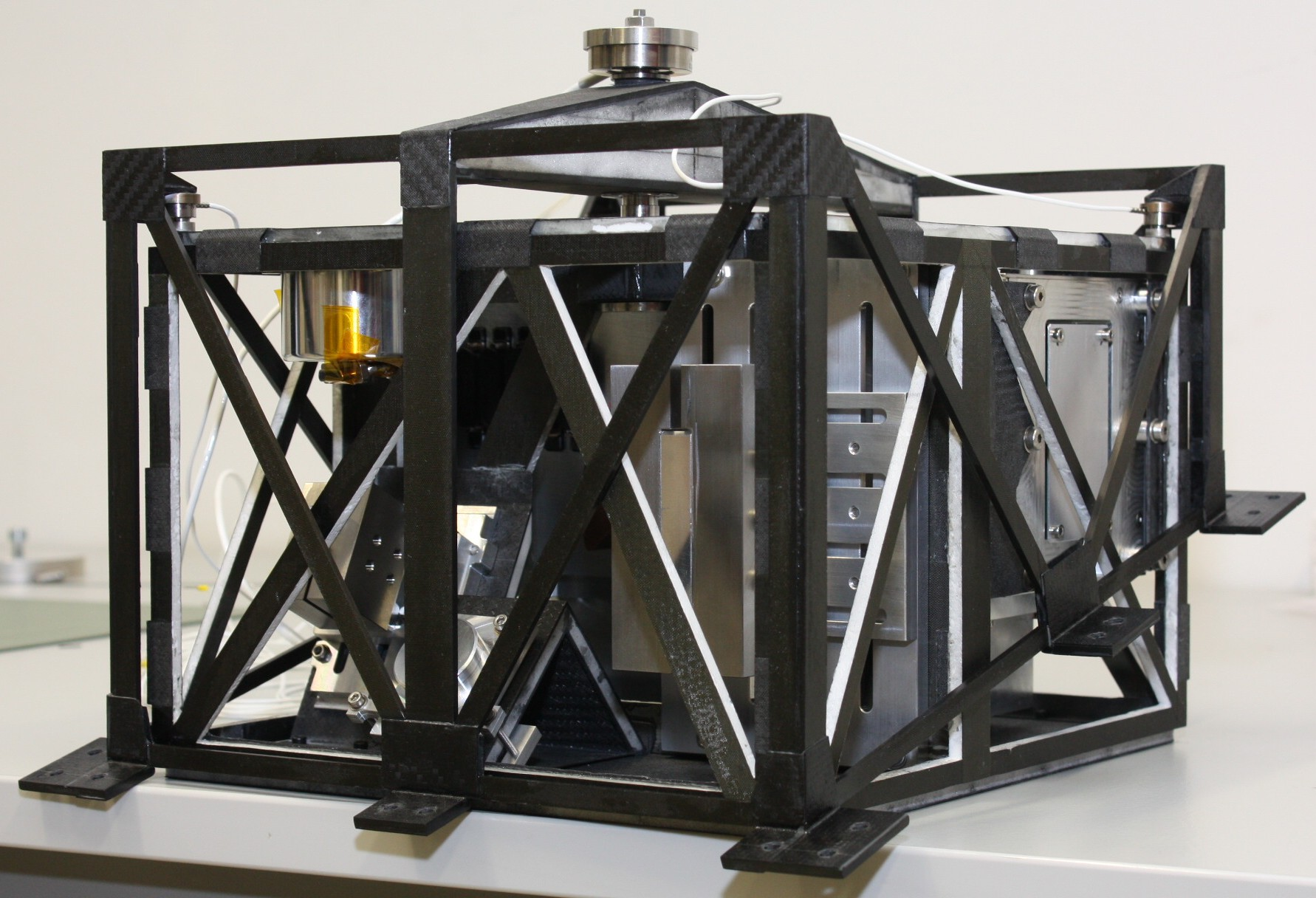
MASCOT

Roțile nu sunt foarte potrivite pentru deplasare pe corpurile cerești cu gravitație redusă din cauza rezistenței la frecare. Săltatul cu ajutorul unor greutăți oscilante a fost până acum soluția preferată. 
Misiunea japoneză Hayabusa 2 (jap. Șoim călător) a fost prima misiune de succes pe un asteroid, reușind să lanseze trei rovere pe asteroidul 162173 Ryugu:
- HIBOU și OWL — două rovere japoneze identice din seria MINERVA-II (Micro/Nano Experimental Robot Vehicle for Asteroid) care au aterizat pe 21 septembrie 2018;[15]
- MASCOT (Mobile Asteroid Surface Scout)  — rover realizat de către Agenția Spațială Germană în colaborare cu Agenția Spațială Franceză, care a aterizat pe 3 octombrie 2018.[16]